# 19 Fortuna
19 Fortuna è uno dei più grandi asteroidi della fascia principale. Ha una superficie scura e una composizione di carbonati primitivi simile a quella di 1 Ceres.
Fortuna fu scoperto da John Russell Hind il 22 agosto 1852 grazie al telescopio da 7 pollici dell'osservatorio privato di George Bishop al Regents Park di Londra, Regno Unito (di cui era direttore). Venne battezzato così in onore di Fortuna, la dea Romana del caso e del destino.
Il Telescopio spaziale Hubble ha osservato Fortuna nel 1993, risolvendo un diametro apparente di 0.20 arcosecondi (4.5 pixel della Planetary Camera); la sua forma è pressoché sferica. Sono stati cercati dei satelliti naturali dell'asteroide, ma senza successo.
Sono state osservate molte occultazioni stellari di Fortuna.